# Herbert Knauthe

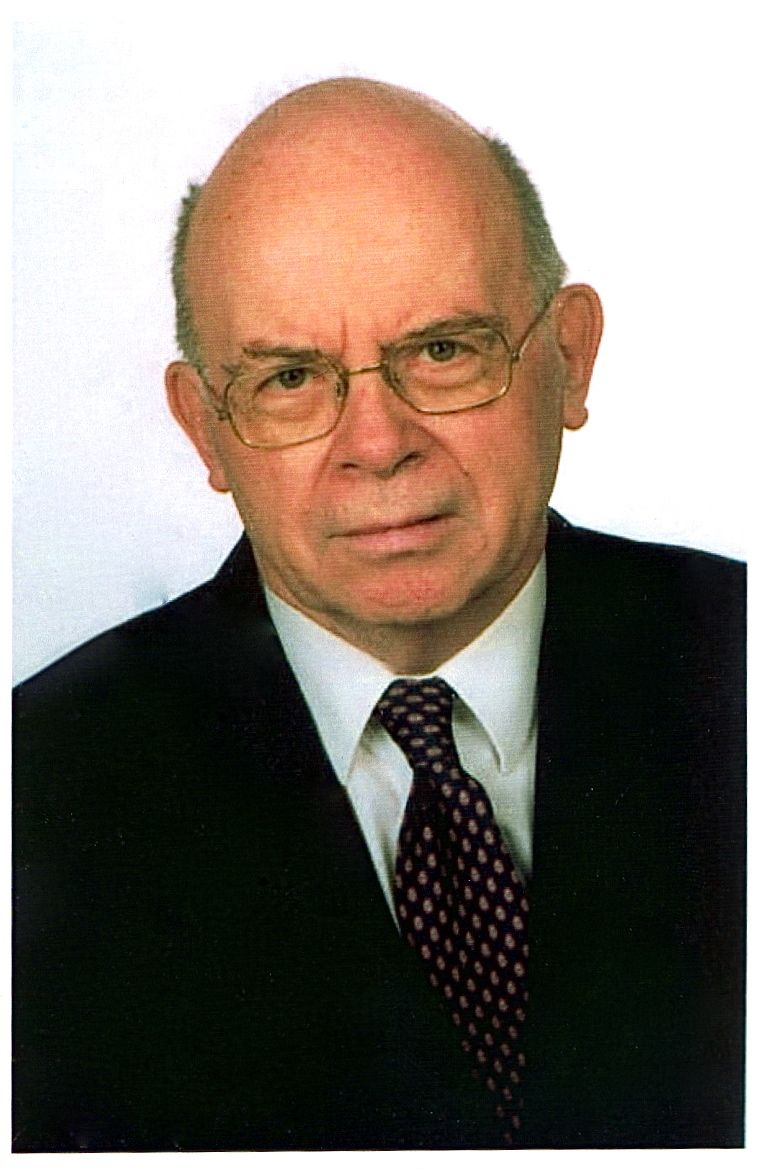
Herbert Knauthe, 2013

Herbert Knauthe (* 29. Juli 1928 in Wien; † 31. Oktober 2019 ebenda), Ministerialrat i. R., war Jurist; er war Leiter des internationalen Dienstes der österreichischen Postverwaltung.

## Leben
Knauthe besuchte die Volks- und Oberschule(n)/Realgymnasium in Wien, Berlin, Wolfenbüttel, Villach und Klagenfurt.
Am 5. Januar 1944 wurde er Luftwaffenhelfer bei der Flakartillerie; ab September 1944 übte er dort die Funktion eines Geschützführers (8,8 cm – Flak) aus.
Im Juni 1946 legte er am Realgymnasium in Klagenfurt die Reifeprüfung (mit Auszeichnung) ab. Von 1946 bis 1950 studierte er Rechtswissenschaften an der Universität Wien, wo er nach Erlangung des Absolutoriums (Mag.iur.) zum Doktor der Rechte (1951) promovierte. Während seines Studiums war er im britischen Zonenhauptquartier in Klagenfurt – u. a. als Chief Clerk in der Education Branch – beschäftigt. Ebenso arbeitete er als Übersetzer in einem Übersetzungsbüro. Nach der Gerichtspraxis beim Bezirks- und Landesgericht Klagenfurt war er Rechtsanwaltsanwärter (1952 bis 1958) und Verteidiger in Strafsachen (bis 1963) in Klagenfurt. Er fungierte auch als Verteidiger beim britischen Militärgericht.
1955 legte er beim Oberlandesgericht Graz die Rechtsanwaltsprüfung ab.
Im Juli 1958 wurde er – auf Grund seiner Rechts- und Sprachkenntnisse – gebeten, in den Dienst der österreichischen Post- und Telegraphenverwaltung einzutreten, wo er für den internationalen Postdienst vorgesehen war. Er war zunächst in der Post- und Telegraphendirektion für Kärnten als Postrechts- und Fernmelderechtsreferent und ab 1961 (Ablegung der Höheren Verwaltungsprüfung) als Postinspektionsbeamter tätig. Im Juni 1963 wurde er in das damalige Bundesministerium für Verkehr (Sektion III – Generaldirektion für die Post- und Telegraphenverwaltung) einberufen, wo er in der Auslandsabteilung unmittelbar in die Organisation des XV. Weltpostkongresses (Wien 1964) eingebunden worden war. Er war sodann Leiter des Referates „Weltpostverein, internationaler Briefpostdienst, Internationaler Schnellpostdienst (EMS), internationale Abrechnung und Entwicklungshilfe“ sowie stellvertretender Leiter, dann Leiter des gesamten internationalen Dienstes.
Er war österreichischer Delegierter bei den Weltpostkongressen von Wien (1964), Tokio (1969), Lausanne (1974), Rio de Janeiro (1979) und Washington (1989) sowie bei zahlreichen Tagungen des Vollzugsrates und des Konsultativrates für Poststudien des Weltpostvereins. Beim Kongress in Washington, D.C. 1989 fungierte er als Präsident der Kommission für Finanz- und Geldpostdienste. Darüber hinaus war er Leiter des österreichischen Expertenteams und Berichterstatter des Projektes „Durchleuchtung und Neuorganisation des Internationalen Büros des Weltpostvereins“ sowie Berichterstatter des Projektes „Neubau des Internationalen Büros des Weltpostvereins“, ebenso Initiator und Berichterstatter der Studie „Aufrechterhaltung des Postverkehrs in Kriegen, bei Konflikten und Streitigkeiten“, die zur Verabschiedung einer diesbezüglichen Kongressresolution führte. Von 1988 bis 1993 war er Vorsitzender der deutschen Sprachgruppe des Weltpostvereins. (Der Weltpostverein ist eine Sonderorganisation der Vereinten Nationen.)
Knauthe war darüber hinaus österreichischer Vertreter bei der Europäischen Postministerkonferenz in Cannes 1992 sowie bei zahlreichen Veranstaltungen der „Europäischen Konferenz der Post- und Fernmeldeverwaltungen (CEPT)“.
Er fungierte während des österreichischen CEPT-Vorsitzes (1980 bis 1982) als stellvertretender Generalsekretär der CEPT und bei der CEPT-Vollversammlung in Wien 1982 als deren Generalsekretär. Von 1988 bis 1993 war er Vorsitzender des Aufsichtsrates des CEPT-Clearing.
Auf Grund seiner Initiative wurde 1990 die gemeinsame Veranstaltung der Länder Belgien, Deutschland und Österreich „500 Jahre europäische Postverbindungen“ (Motiv der Sondermarke: „Das Postreiterlein“ von Albrecht Dürer) durchgeführt.
Er wurde zum Stellvertretenden Vorsitzenden und Senatsvorsitzenden der Disziplinaroberkommission beim Bundeskanzleramt bestellt. Er fungierte auch als Vorsitzender der interministeriellen Arbeitsgruppe "Sicherung des Flugverkehrs gegen Terrorangriffe".
Anfang 1994 trat er in den Ruhestand, war jedoch – seit 1983 – weiterhin bis 2010 im Österreichischen Normungsinstitut als Vorsitzender des Fachnormenausschusses „Bürowesen“ (Mitarbeiter seit 1969) und bis Mai 2011 als Experte im FNA „Post“ tätig.
Er war mit Gilberte Knauthe geb. Michellod (vormals Beamtin des Internationalen Büros des Weltpostvereins) verheiratet († 2010) und Vater eines Sohnes.  Sein Grab befindet sich am Perchtoldsdorfer Friedhof.

## Leistungen
Knauthe ist Inhaber des Großen Silbernen Ehrenzeichens für Verdienste um die Republik Österreich und anderer hoher Auszeichnungen.